# Kasztelania łęczycka
Kasztelania łęczycka – kasztelania powstała w X/XI wieku jako okręg grodowy w trakcie formowania się państwa. Obejmowała większą część ziemi łęczyckiej i zajmowała centralne miejsce w stosunku do ówczesnych granic państwa polskiego. Wchodziła w skład prowincji łęczyckiej (XI w.–1231 r.), księstwa łęczyckiego (1231–1352 r.) i województwa łęczyckiego (1352–1793 r.). Siedzibą kasztelanii (kasztelem) była Łęczyca.
W I połowie XIV wieku (najpóźniej w 1332 r.) w czasach Władysława Łokietka kasztelania łęczycka utraciła część obszaru na rzecz nowo tworzonej kasztelanii brzezińskiej. Przypuszcza się, że było to spowodowane chęcią usprawnienia przez księcia administracji na południowo-wschodnich rubieżach księstwa łęczyckiego, w związku z wcześniejszym przyłączeniem do księstwa Inowłodza i okolic.

## Kasztelanowie łęczyccy
| Imię i nazwisko        | Okres urzędowania                     | przypisy |
| ---------------------- | ------------------------------------- | -------- |
| Tomasz Sobocki         | 1459–1486                             | [ 8 ]    |
| Andrzej                | 1486–1495                             | [ 8 ]    |
| Andrzej Zaksiński      | (już 1495?) 1496–1511 (jeszcze 1512?) | [ 8 ]    |
| Wojciech Gledzianowski | 1512–1512 (jeszcze 1514?)             | [ 8 ]    |
| Andrzej Oporowski      | 1514–1523                             | [ 8 ]    |
| Jan Kościelecki        | (już 1523?) 1526–1535                 | [ 8 ]    |
| Piotr Służewski        | 1535–1538                             | [ 8 ]    |
| Mikołaj Brudzewski     | 1538–1545                             | [ 8 ]    |
| Zygmunt Parzęczewski   | 1545–1549 (jeszcze 1550?)             | [ 8 ]    |
| Jakub Lasocki          | 1550–1576 (jeszcze 1577?)             | [ 8 ]    |
| Paweł Szczawiński      | 1577–1593 (jeszcze 1595?)             | [ 8 ]    |
| Stanisław Bykowski     | (już 1594?) 1595–1611                 | [ 8 ]    |
| Mikołaj Szczawiński    | (już 1611?) 1612–1620                 | [ 8 ]    |
| Wacław Kiełczewski     | 1620–1628                             | [ 8 ]    |
| Adam Walewski          | 1628–1638 (jeszcze 1639?)             | [ 8 ]    |
| Samuel Przerębski      | 1638–1639                             | [ 8 ]    |
| Remigian Zaleski       | (już 1639?) 1640–1645                 | [ 8 ]    |
| Przemysław Bykowski    | 1645–1645 (jeszcze 1646?)             | [ 8 ]    |
| Mikołaj Radziejowski   | (już 1645?) 1646–1654 (jeszcze 1655?) | [ 8 ]    |
| Aleksander Sielski     | (już 1654?) 1655–1659                 | [ 8 ]    |
| Andrzej Przyjemski     | 1659–1661                             | [ 8 ]    |
| Andrzej Starkowiecki   | 1661–1661 (jeszcze 1664?)             | [ 8 ]    |
| Jan Trzebicki          | (już 1661?) 1664–1661 (jeszcze 1664?) | [ 8 ]    |
| Paweł Gembicki         | 1649–1686 (jeszcze 1687?)             | [ 8 ]    |
| Ludwik Wierzbowski     | 1687–1687 (jeszcze 1692?)             | [ 8 ]    |
| Jerzy Towiański        | 1692–1702                             | [ 8 ]    |
| Jerzy Antoni Warszycki | 1702–1718                             | [ 8 ]    |
| Franciszek Skrzyński   | 1720–1730 (jeszcze 1731?)             | [ 8 ]    |
| Franciszek Skarbek     | 1731–1734                             | [ 8 ]    |
| Maciej Poniatowski     | 1736–1743 (jeszcze 1744?)             | [ 8 ]    |
| Józef Walewski         | 1744–1750                             | [ 8 ]    |
| Józef Lipski           | 1750–1752                             | [ 8 ]    |
| Zygmunt Linowski       | 1754–1754 (jeszcze 1757?)             | [ 8 ]    |
| Józef Lasocki          | 1757–1760 (jeszcze 1761?)             | [ 8 ]    |
| Józef Walewski         | 1761–1762 (jeszcze 1763?)             | [ 8 ]    |
| Tadeusz Lipski         | 1763–1795                             | [ 8 ]    |